# فهرست بزرگ‌ترین شهاب‌سنگ‌ها بر روی زمین
این فهرست شامل بزرگ‌ترین شهاب‌سنگ‌ها بر روی زمین است. یک شهاب‌واره واحد به هنگام ورود به جو غالباً متلاشی شده و به قطعات بیشتری تقسیم می‌شود؛ این قطعات کوچک‌تر بر جای مانده از شهاب‌واره‌ها را شهاب‌سنگ می‌نامند. در جدول زیر، بزرگ‌ترین قطعات شهاب‌سنگ که تاکنون بر روی سطح زمین کشف شده‌اند، فهرست شده‌اند.

## آهنی
شهاب‌سنگ آهنی به شهاب‌سنگ‌هایی گفته می‌شود که عمدهٔ وجود آن‌ها از آلیاژ آهن-نیکل تشکیل شده‌است.
| ردیف  | نام شهاب‌سنگ             | سال کشف | منطقه/کشور                 | مختصات                                                                  | گروه        | دسته‌بندی | جرم                           | تصویر |
| ----- | ----------------------- | ------- | -------------------------- | ----------------------------------------------------------------------- | ----------- | -------- | ----------------------------- | ----- |
| ۱     | هوبا                    | ۱۹۲۰    | گروت‌فونتاین، نامیبیا       | ۱۹°۳۵′۳۲″ جنوبی ۱۷°۵۶′۰۱″ شرقی / ۱۹٫۵۹۲۲۲°جنوبی ۱۷٫۹۳۳۶۱°شرقی           | آتاکسیت     | IVB      | ۶۰٬۰۰۰ کیلوگرم (۱۳۰٬۰۰۰ پوند) |       |
| ۲     | کیپ یورک (آنایتو)       | ۱۸۹۴    | جزیره شهاب‌سنگ، گرینلند     | ۷۶°۰۸′ شمالی ۶۴°۵۶′ غربی / ۷۶٫۱۳۳°شمالی ۶۴٫۹۳۳°غربی                     | اوکتاهدریت  | IIIAB    | ۳۰٬۸۷۵ کیلوگرم (۶۸٬۰۶۸ پوند)  |       |
| ۳     | کامپو دل سیلو (گانسدو)  | ۲۰۱۶    | چاکو، آرژانتین             | ۲۷°۳۷′۴۸″ جنوبی ۶۱°۴۲′۰۰″ غربی / ۲۷٫۶۳۰۰۰°جنوبی ۶۱٫۷۰۰۰۰°غربی           | اوکتاهدریت  | IAB      | ۳۰٬۸۰۰ کیلوگرم (۶۷٬۹۰۰ پوند)  |       |
| ۴     | کامپو دل سیلو (ال چاکو) | ۱۹۶۹    | چاکو، آرژانتین             | ۲۷°۳۶′۳۴٫۹۴″ جنوبی ۶۱°۴۰′۵۳٫۳۱″ غربی / ۲۷٫۶۰۹۷۰۵۶°جنوبی ۶۱٫۶۸۱۴۷۵۰°غربی | اوکتاهدریت  | IAB      | ۲۸٬۸۴۰ کیلوگرم (۶۳٬۵۸۰ پوند)  |       |
| ۵     | آرمانتی                 | ۱۸۹۸    | سین‌کیانگ، چین              | ۴۷° شمالی ۸۸° شرقی / ۴۷°شمالی ۸۸°شرقی                                   | اوکتاهدریت  | IIIE     | ۲۸٬۰۰۰ کیلوگرم (۶۲٬۰۰۰ پوند)  |       |
| ۶     | باکوبیریتو              | ۱۸۶۳    | سینالوآ، مکزیک             | ۲۶°۱۲′ شمالی ۱۰۷°۵۰′ غربی / ۲۶٫۲۰۰°شمالی ۱۰۷٫۸۳۳°غربی                   | اوکتاهدریت  | UNG      | ۲۲٬۰۰۰ کیلوگرم (۴۹٬۰۰۰ پوند)  |       |
| ۷     | کیپ یورک (آگپالیلیک)    | ۱۹۶۳    | نورث‌گرینلند، گرینلند       | ۷۶°۰۷′۵۹٫۸۸″ شمالی ۶۴°۵۵′۵۹٫۸۸″ غربی / ۷۶٫۱۳۳۳۰۰۰°شمالی ۶۴٫۹۳۳۳۰۰۰°غربی | اوکتاهیدارت | IIIAB    | ۲۰٬۱۰۰ کیلوگرم (۴۴٬۳۰۰ پوند)  |       |
| ۸     | امبوزی                  | ۱۹۳۰    | امبیا، تانزانیا            | ۰۹°۰۷′ شمالی ۳۳°۰۴′ شرقی / ۹٫۱۱۷°شمالی ۳۳٫۰۶۷°شرقی                      | اوکتاهدریت  | UNG      | ۱۶٬۰۰۰ کیلوگرم (۳۵٬۰۰۰ پوند)  |       |
| ۹     | ویلامت                  | ۱۹۰۲    | اورگن، ایالات متحده آمریکا | ۴۵°۲۲′۰۰٫۱۲″ شمالی ۱۲۲°۳۴′۵۸٫۸″ غربی / ۴۵٫۳۶۶۷۰۰۰°شمالی ۱۲۲٫۵۸۳۰۰۰°غربی | اوکتاهدریت  | IIIAB    | ۱۴٬۱۵۰ کیلوگرم (۳۱٬۲۰۰ پوند)  |       |
| ۱۰    | چاپادروس ۱              | ۱۸۵۲    | چی‌واوا، مکزیک              | ۲۷°۰۰′ شمالی ۱۰۵°۰۶′ غربی / ۲۷٫۰۰۰°شمالی ۱۰۵٫۱۰۰°غربی                   | اوکتاهدریت  | IIIAB    | ۱۴٬۱۱۴ کیلوگرم (۳۱٬۱۱۶ پوند)  |       |
| ۱۱    | موندرابیلا ۱            | ۱۹۱۱    | استرالیای غربی، استرالیا   | ۳۰°۴۶′۵۹٫۸۸″ جنوبی ۱۲۷°۳۳′۰۰″ شرقی / ۳۰٫۷۸۳۳۰۰۰°جنوبی ۱۲۷٫۵۵۰۰۰°شرقی    | اوکتاهدریت  | IAB      | ۱۲٬۴۰۰ کیلوگرم (۲۷٬۳۰۰ پوند)  |       |
| ۱۲    | موریتو                  | ۱۶۰۰    | چی‌واوا، مکزیک              | ۲۷°۰۳′ شمالی ۱۰۵°۲۶′ غربی / ۲۷٫۰۵۰°شمالی ۱۰۵٫۴۳۳°غربی                   | اوکتاهدریت  | IIIAB    | ۱۰٬۱۰۰ کیلوگرم (۲۲٬۳۰۰ پوند)  |       |
| ۱۳    | سانتا کاتارینا          | ۱۸۷۵    | سانتا کاتارینا، برزیل      | ۲۶°۱۳′ جنوبی ۴۸°۳۶′ غربی / ۲۶٫۲۱۷°جنوبی ۴۸٫۶۰۰°غربی                     | آتاکسیت     | IAB      | ۷٬۰۰۰ کیلوگرم (۱۵٬۰۰۰ پوند)   |       |
| ۱۴    | چوپادروس ۲              | ۱۸۵۲    | چی‌واوا، مکزیک              | ۲۷°۰۰′ شمالی ۱۰۵°۰۶′ غربی / ۲۷٫۰۰۰°شمالی ۱۰۵٫۱۰۰°غربی                   | اوکتاهدریت  | IIIAB    | ۶٬۷۷۰ کیلوگرم (۱۴٬۹۳۰ پوند)   |       |
| ۱۵    | موندرابیلا ۲            | ۱۹۱۱    | استرالیای غربی، استرالیا   | ۳۰°۴۷′ جنوبی ۱۲۷°۳۳′ شرقی / ۳۰٫۷۸۳°جنوبی ۱۲۷٫۵۵۰°شرقی                   | اوکتاهدریت  | IAB      | ۶٬۱۰۰ کیلوگرم (۱۳٬۴۰۰ پوند)   |       |
| ۱۶    | بندگو                   | ۱۷۸۴    | باهیا، برزیل               | ۱۰°۰۷′۰۱″ جنوبی ۳۹°۱۵′۴۱″ غربی / ۱۰٫۱۱۶۹۴°جنوبی ۳۹٫۲۶۱۳۹°غربی           | اوکتاهدریت  | IC       | ۵٬۲۶۰ کیلوگرم (۱۱٬۶۰۰ پوند)   |       |
| منبع: |                         |         |                            |                                                                         |             |          |                               |       |

## سنگی-آهنی
شهاب‌سنگ سنگی-آهنی به شهاب‌سنگ‌هایی گفته می‌شود که از بخش‌های تقریباً برابر از آهن شهاب‌سنگی و سیلیکات‌ها تشکیل شده‌اند.
| ردیف | نام شهاب‌سنگ | سال کشف | منطقه/کشور                  | مختصات                                                          | گروه      | دسته‌بندی | TKW                           | مشاهدهٔ سقوط؟ | تصویر |
| ---- | ----------- | ------- | --------------------------- | --------------------------------------------------------------- | --------- | -------- | ----------------------------- | ------------ | ----- |
| ۱    | برنهام      | ۱۸۸۲    | کانزاس، ایالات متحده آمریکا | ۳۷°۳۴′۵۷″ شمالی ۹۹°۰۹′۴۹″ غربی / ۳۷٫۵۸۲۵۰°شمالی ۹۹٫۱۶۳۶۱°غربی   | پالازیت   | PMG      | ۴٬۳۰۰ کیلوگرم (۹٬۵۰۰ پوند)    | نه           |       |
| ۲    | واکا موئرتا | ۱۸۶۱    | آنتوفاگاستا، شیلی           | ۲۵°۴۵′ جنوبی ۷۰°۳۰′ غربی / ۲۵٫۷۵۰°جنوبی ۷۰٫۵۰۰°غربی             | مزوسیدریت | A1       | ۳٬۸۳۰ کیلوگرم (۸٬۴۴۰ پوند)    | نه           |       |
| ۳    | هوکیتا      | ۱۹۲۴    | قلمروی شمالی، استرالیا      | ۲۲°۲۲′ جنوبی ۱۳۵°۴۶′ شرقی / ۲۲٫۳۶۷°جنوبی ۱۳۵٫۷۶۷°شرقی           | پالازیت   | PMG      | ۲٬۳۰۰ کیلوگرم (۵٬۱۰۰ پوند)    | نه           |       |
| ۴    | فوکانگ      | ۲۰۰۰    | سین‌کیانگ، چین               | ۴۴°۲۵′۴۸″ شمالی ۸۷°۳۷′۴۸″ شرقی / ۴۴٫۴۳۰۰۰°شمالی ۸۷٫۶۳۰۰۰°شرقی   | پالازیت   | PMG      | ۱٬۰۰۳ کیلوگرم (۲٬۲۱۱ پوند)    | نه           |       |
| ۵    | ایمیلاک     | ۱۸۲۲    | آنتوفاگاستا، شیلی           | ۲۴°۱۲′۱۲″ جنوبی ۶۸°۴۸′۲۴″ غربی / ۲۴٫۲۰۳۳۳°جنوبی ۶۸٫۸۰۶۶۷°غربی   | پالازیت   | PMG      | ۹۲۰ کیلوگرم (۲٬۰۳۰ پوند)      | نه           |       |
| ۶    | بوندوک      | ۱۹۵۶    | تاگالوگ جنوبی، فیلیپین      | ۱۳°۳۱′ شمالی ۱۲۲°۲۷′ شرقی / ۱۳٫۵۱۷°شمالی ۱۲۲٫۴۵۰°شرقی           | مزوسیدریت | B4       | ۸۸۸٫۶۰ کیلوگرم (۱٬۹۵۹٫۰ پوند) | نه           |       |
| ۷    | براهین      | ۱۸۱۰    | گومل، بلاروس                | ۵۲°۳۰′۰۰″ شمالی ۳۰°۱۹′۴۸″ شرقی / ۵۲٫۵۰۰۰۰°شمالی ۳۰٫۳۳۰۰۰°شرقی   | پالازیت   | PMG      | ۸۲۳ کیلوگرم (۱٬۸۱۴ پوند)      | نه           |       |
| ۸    | اسکوئل      | ۱۹۵۱    | چوبوت، آرژانتین             | ۴۲°۵۴′۰۰″ جنوبی ۷۱°۱۹′۴۸″ غربی / ۴۲٫۹۰۰۰۰°جنوبی ۷۱٫۳۳۰۰۰°غربی   | پالازیت   | PMG      | ۷۵۵ کیلوگرم (۱٬۶۶۴ پوند)      | نه           |       |
| ۹    | کراسنوجارسک | ۱۷۴۹    | سرزمین کراسنویارسک، روسیه   | ۵۴°۵۴′ شمالی ۹۱°۴۸′ شرقی / ۵۴٫۹۰۰°شمالی ۹۱٫۸۰۰°شرقی             | پالازیت   | PMG      | ۷۰۰ کیلوگرم (۱٬۵۰۰ پوند)      | نه           |       |
| ۱۰   | جپارا       | ۲۰۰۸    | جاوه مرکزی، اندونزی         | ۰۶°۳۶′ جنوبی ۱۱۰°۴۴′ شرقی / ۶٫۶۰۰°جنوبی ۱۱۰٫۷۳۳°شرقی            | پالازیت   | PMG      | ۴۹۹٫۵۰ کیلوگرم (۱٬۱۰۱٫۲ پوند) | نه           |       |
| ۱۱   | سیمچان      | ۱۹۶۷    | استان ماگادان، روسیه        | ۶۲°۵۴′۰۰″ شمالی ۱۵۲°۲۵′۴۸″ شرقی / ۶۲٫۹۰۰۰۰°شمالی ۱۵۲٫۴۳۰۰۰°شرقی | پالازیت   | PMG      | ۳۲۳٫۳۰ کیلوگرم (۷۱۲٫۸ پوند)   | نه           |       |
| ۱۲   | استرویل     | ۱۸۷۹    | آیووا، ایالات متحده آمریکا  | ۴۳°۲۵′ شمالی ۹۴°۵۰′ غربی / ۴۳٫۴۱۷°شمالی ۹۴٫۸۳۳°غربی             | مزوسیدریت | A3/4     | ۳۲۰ کیلوگرم (۷۱۰ پوند)        | آری          |       |
| ۱۳   | اومولون     | ۱۹۸۱    | استان ماگادان، روسیه        | ۶۴°۰۱′۱۲″ شمالی ۱۶۱°۴۸′۳۰″ شرقی / ۶۴٫۰۲۰۰۰°شمالی ۱۶۱٫۸۰۸۳۳°شرقی | پالازیت   | PMG      | ۲۵۰ کیلوگرم (۵۵۰ پوند)        | آری          |       |
| ۱۴   | یوکسی       | ۲۰۰۶    | فوجیان، چین                 | ۲۳°۰۳′۳۶″ شمالی ۱۱۸°۰۰′۳۶″ شرقی / ۲۳٫۰۶۰۰۰°شمالی ۱۱۸٫۰۱۰۰۰°شرقی | پالازیت   | PMG      | ۲۱۸ کیلوگرم (۴۸۱ پوند)        | نه           |       |
| ۱۵   | پالاسوفکا   | ۱۹۹۰    | استان ولگوگراد، روسیه       | ۴۹°۵۲′۰۰″ شمالی ۴۶°۳۶′۴۲″ شرقی / ۴۹٫۸۶۶۶۷°شمالی ۴۶٫۶۱۱۶۷°شرقی   | پالازیت   | PMG      | ۱۹۸ کیلوگرم (۴۳۷ پوند)        | نه           |       |